# Xã Cornish, Quận Sibley, Minnesota
Xã Cornish (tiếng Anh: Cornish Township) là một xã thuộc quận Sibley, tiểu bang Minnesota, Hoa Kỳ. Năm 2010, dân số của xã này là 243 người.